# Schmalspurbahn Bärn-Andersdorf–Hof
| |                         |                                                  |                                                  |
| Streckenlänge: | 11,484 km               |                                                  |                                                  |
| Spurweite: | 760 mm (Bosnische Spur) |                                                  |                                                  |
| Maximale Neigung: | 26,95 ‰                 |                                                  |                                                  |
| Minimaler Radius: | 75 m                    |                                                  |                                                  |
| Streckengeschwindigkeit: | 30 km/h                 |                                                  |                                                  |
| |                         |                                                  |                                                  |
| \| \| 0,000 \| Bärn-Andersdorf / Beroun-Ondrášov \| Bärn-Andersdorf / Beroun-Ondrášov \| \| \| \| (Anschluss von Bahnstrecke Olomouc–Opava východ) \| \| \| \| \| Bystřice \| \| \| \| 2,026 \| Bärn Stadt / Beroun město \| Bärn Stadt / Beroun město \| \| \| 5,269 \| Brokersdorf / Čabová \| Brokersdorf / Čabová \| \| \| \| Scheitelpunkt \| \| \| \| 9,976 \| Reigersdorf / Rejchartice \| Reigersdorf / Rejchartice \| \| \| 11,042 \| Hof in Mähren / Dvorce \| Hof in Mähren / Dvorce \| |                         |                                                  |                                                  |
| Kopfbahnhof Streckenanfang (Strecke außer Betrieb) | 0,000                   | Bärn-Andersdorf / Beroun-Ondrášov                | Bärn-Andersdorf / Beroun-Ondrášov                |
| Strecke (außer Betrieb) |                         | (Anschluss von Bahnstrecke Olomouc–Opava východ) | (Anschluss von Bahnstrecke Olomouc–Opava východ) |
| Brücke über Wasserlauf (Strecke außer Betrieb) |                         | Bystřice                                         | Bystřice                                         |
| Haltepunkt / Haltestelle (Strecke außer Betrieb) | 2,026                   | Bärn Stadt / Beroun město                        | Bärn Stadt / Beroun město                        |
| Haltepunkt / Haltestelle (Strecke außer Betrieb) | 5,269                   | Brokersdorf / Čabová                             | Brokersdorf / Čabová                             |
| Kulminations-/Scheitelpunkt (Strecke außer Betrieb) |                         | Scheitelpunkt                                    | Scheitelpunkt                                    |
| Haltepunkt / Haltestelle (Strecke außer Betrieb) | 9,976                   | Reigersdorf / Rejchartice                        | Reigersdorf / Rejchartice                        |
| Kopfbahnhof Streckenende (Strecke außer Betrieb) | 11,042                  | Hof in Mähren / Dvorce                           | Hof in Mähren / Dvorce                           |

Die Schmalspurbahn Bärn-Andersdorf – Hof war eine Schmalspurbahn in Mähren (Tschechien), die ursprünglich als Lokalbahn durch den österreichischen Staat erbaut und betrieben wurde. Sie verlief im Niederen Gesenke von Bärn (Moravský Beroun) nach Hof in Mähren (Dvorce u Bruntálu). Die Strecke wurde 1933 stillgelegt.

## Geschichte
Nach der Eröffnung der Bahnstrecke Olmütz–Jägerndorf–Troppau der Mährisch-Schlesischen Centralbahn (MSCB) im Jahre 1872, deren Trasse durch das Feistritztal führte, ergaben sich für die etwa zehn Kilometer östlich gelegene Kleinstadt Hof in Mähren wirtschaftliche Standortnachteile.
Nach langen Verhandlungen erklärte sich der österreichische Staat schließlich zum Bau einer schmalspurigen Lokalbahn nach Hof bereit. Mit finanzieller Unterstützung der Stadtgemeinde Hof begann im Jahre 1898 der Bau der Strecke.
Am 31. Dezember 1898 wurde die Strecke eröffnet. Den Betrieb führten die k.k. Staatsbahnen (kkStB) selbst aus. Es fuhren täglich drei gemischte Zugpaare 3. Klasse, die für die elf Kilometer lange Strecke zwischen 45 und 50  Minuten benötigten.
Nach Zerfall Österreich-Ungarns infolge des Ersten Weltkriegs ging die Strecke an die neu gegründeten Tschechoslowakische Staatsbahnen (ČSD) über. Die ČSD führten den Betrieb unverändert fort.

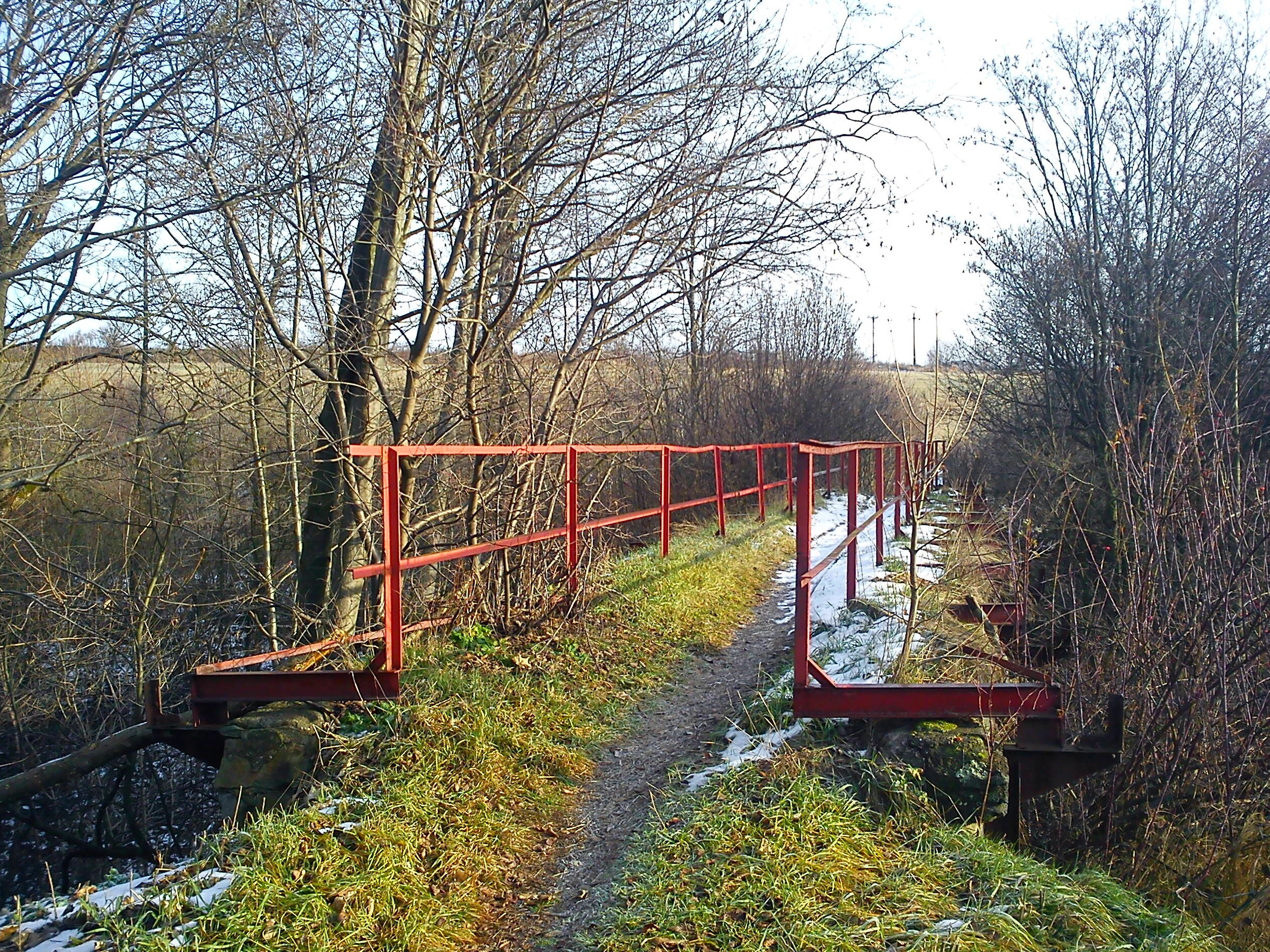
Erhaltene Brücke zwischen Ondrášov und Moravský Beroun (2013)

Durch die wirtschaftliche Notlage infolge der Weltwirtschaftskrise sank die Auslastung der Strecke und die Bahn wurde unrentabel. Eine 1930 eingerichtete, private Autobuslinie von Budišov nad Budišovkou über Stará Libavá und Moravský Beroun nach Ondrášov entzog der Bahn zusätzlich Fahrgäste. Ab dem 2. Oktober 1932 verkehrte darum nur noch ein gemischtes Zugpaar an Werktagen. Sonntags ruhte der Verkehr.
Der Stückgutverkehr wurde ab August 1933 von Lastkraftwagen übernommen. Am 14. September 1933 wurde der Eisenbahnbetrieb endgültig eingestellt, die Gleise wurden 1937 abgebaut. Der Reiseverkehr ging auf die neu eingerichtete ČSD-Autobuslinie 2300 von Suchdol nad Odrou nach Ondrášov über.
Weitergehende Pläne, die aufgegebene Trasse auf Regelspur umzubauen und mit der nahen Bahnstrecke Suchdol nad Odrou–Budišov nad Budišovkou zu verbinden, wurden nicht mehr realisiert.
Relikte der Strecke sind bis heute sichtbar. Vor allem eine Brücke zwischen Ondrášov und Moravský Beroun und die Hochbauten der Stationen in Moravský Beroun, Čabová und Dvorce erinnern noch an die einstige Schmalspurbahn.

## Streckenbeschreibung
Die Strecke führte vom Bahnhof Bärn-Andersdorf (Ondrášov) aus dem Feistritztal über Bärn Stadt, Brockersdorf (Čabová) und Reigersdorf (Rejchartice) in nordöstliche Richtung in den Lobniggrund bis Hof.

## Fahrzeugeinsatz

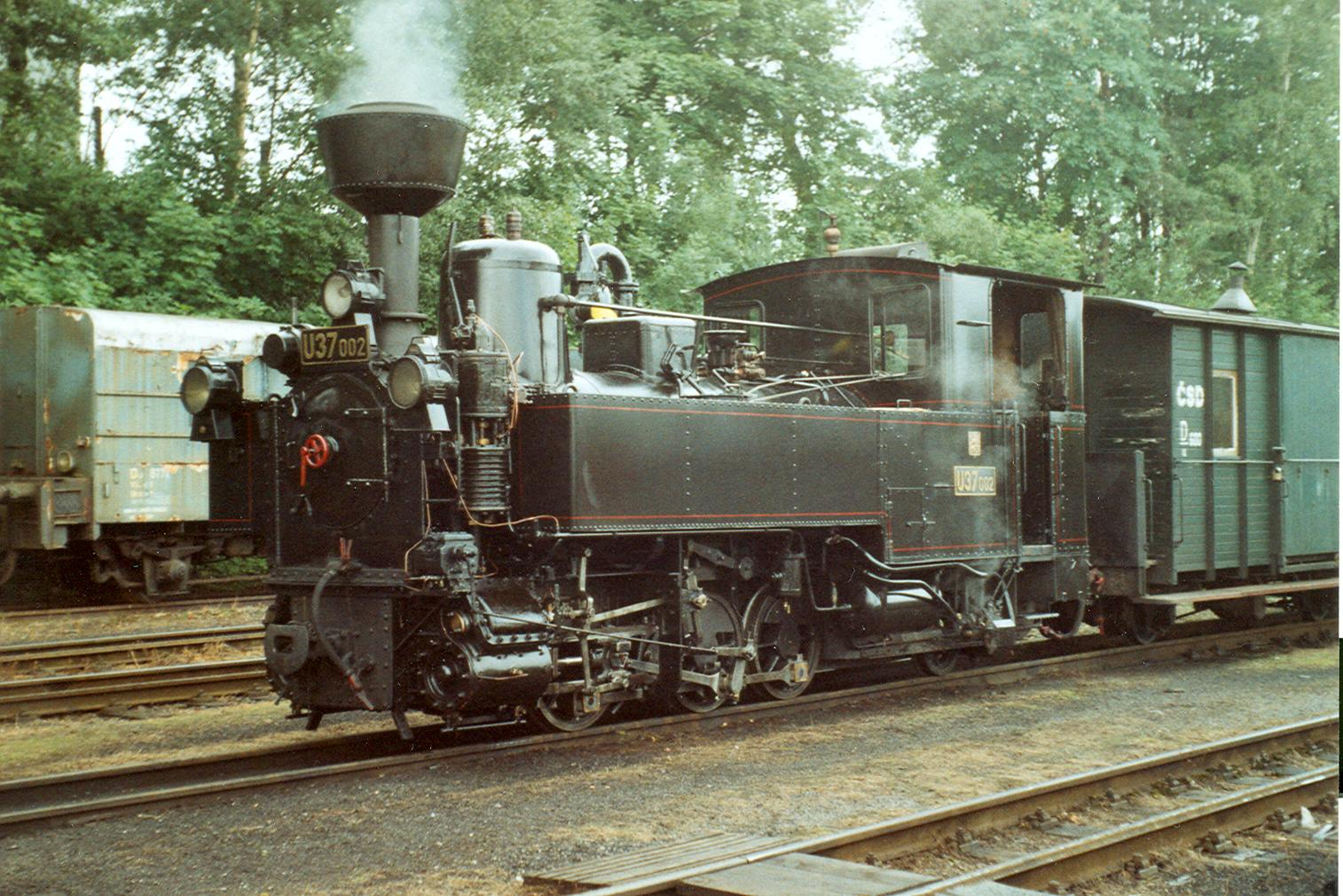
kkStB U 12, hier als Museumslokomotive U 37.002 in Jindřichův Hradec (2006)

Die kkStB beschafften für die Strecke zwei Lokomotiven der Reihe U mit den Nummern U 12 und U 16, die in Hof stationiert wurden. Während des Ersten Weltkrieges wurde die Reservelokokomotive zur k.u.k. Heeresbahn abgegeben. Als Ersatz stationierten die kkStB eine Baulokomotive der Reihe A in Bärn, der später noch eine zweite folgte. Bei den kkStB trugen sie die Nummern A.001 und A.005. Nach der Übernahme der Strecke durch die ČSD wurde die U 12 im Jahr 1925 in U 37.002 umgezeichnet, die A.001 und A.005 erhielten die Nummern U 25.001 und U 25.005.
Die Lokomotiven U 25.001 und U 25.005 wurden nach der Stilllegung im Juli 1932 ausgemustert und verschrottet. Die Lokomotive U 37.002 wurde dagegen 1933 mit weiteren Fahrzeugen zur Strecke Röwerdorf–Hotzenplotz umgesetzt. Sie blieb nach zwischenzeitlichem Einsatz auf der Schmalspurbahn Ružomberok–Korytnica und der Pioniereisenbahn Prešov museal erhalten und ist heute betriebsfähige Museumslokomotive in Jindřichův Hradec.